# Karl Jarres
Karl Jarres, född 21 september 1874 i Remscheid, död 20 oktober 1951 i Duisburg, var en tysk jurist och politiker.
Jarres var överborgmästare i Duisburg 1914-23 och åter 1925-33. 1923-25 var han riksinrikesminister och vicekansler i Wilhelm Marx regering. Våren 1925 var han högerpartiernas, "riksborgarblockets" kandidat i första valomgången till rikspresidentposten, varvid han erhöll flest röster, över 10 miljoner. I andra omgången trädde han tillbaka till förmån för Paul von Hindenburg.